# Диксон, Брэндон Виктор
Брэ́ндон Ви́ктор Ди́ксон (англ. Brandon Victor Dixon, 23 сентября 1981, Гейтерсберг, США) — американский актёр, певец и театральный продюсер.

## Биография
Родился в Гейтерсберге 23 сентября 1981 года. Окончил школу Святого Олбанса и Колумбийский университет.. Актёрскому мастерству обучался в Британско-Американской академии драмы и в Баллиол-колледж.
Как актёр, он известен бродвейскими ролями Харпо в «Цветах лиловых полей» (2005) и Барри Горди в «Мотаун: Мюзикл» (2013). В лондонском Вест-Энде, в 2014—2015 годах, он играл роль Ховарда Паттерсона в «Парнях из Скотсборо» — мюзикле, основанном на реальных событиях. В 2016 году он сыграл роль композитора Юби Блейка на Бродвее в постановке Shuffle Along, или создание музыкальной сенсации 1921 года, имевшей большой успех как в профессиональной среде, так и у зрителей.

## Публичные заявления
18 ноября 2016 года широкий резонанс имело выступление Диксона к новоизбранному вице-президенту США Майку Пенсу со сцены театра по окончании спектакля «Гамильтон», в котором Диксон исполняет роль Аарона Бёрра. Актёр обратился к политику со словами «Мы являемся той разнообразной Америкой, которая встревожена и обеспокоена из-за того, что ваша новая администрация не будет защищать нас, нашу планету, наших детей, родителей, а также наши неотъемлемые права. Мы надеемся, что это шоу вдохновило вас на то, чтобы защищать американские ценности от имени всех нас». Ответной реакцией Дональда Трампа стало немедленное требование извинений.

## Награды и номинации
- 2006 Tony Award: Лучшая мужская роль в мюзикле («Цветы лиловые полей») — номинация
- 2010 Drama Desk: Лучший актёр в мюзикле («Парни из Скоттсборо») — номинация
- 2014 Drama Desk:Лучший вновь поставленный спектакль («О мышах и людях») — номинация
- 2014 Drama Desk: Лучший вновь поставленный мюзикл («Хедвиг и злосчастный дюйм») — победа
- 2014 Tony Award: Лучший мюзикл («Хедвиг и злосчастный дюйм») — номинация
- 2016 Tony Award: Лучшая мужская роль в мюзикле («Shuffle Along, или создание музыкальной сенсации 1921 года») — номинация